# Kadambini Ganguly
Kadambini Ganguly (bengali: কাদম্বিনী গাঙ্গুলি), född 18 juli 1861 i Bihar, Indien, död 3 oktober 1923 i Västbengalen, Indien, var en av de två första kvinnor som avlade universitetsexamen i det Brittiska imperiet. Hon avlade en examen vid universitetet i Calcutta samtidigt som Chandramukhi Basu år 1882 (deras formella diplom överlämnades året därpå). 
Ganguly var också den första kvinnliga läkaren utbildad i medicin i Sydasien 1886. Samma år blev ytterligare en indisk kvinna utbildad läkare, Anandi Gopal Joshi som avlade examen i USA.